# Qri
Qri (큐리?, KyuriLR, K'yuriMR), pseudonimo di Lee Ji-hyun (이지현?, 李智賢?, I Ji-hyeonLR, Yi ChihyŏnMR; Goyang, 12 dicembre 1986), è una cantante e attrice sudcoreana, membro del gruppo musicale T-ara e QBS.

## Biografia
Qri nasce a Goyang, in Corea del Sud, il 12 dicembre 1986. Qri ha studiato alla Juyeob High School e, successivamente, alla Myongji University, seguendo i corsi di teatro e arte, insieme a Boram, anch'essa membro del gruppo delle T-ara. Prima di debuttare con le T-ara, era la bassista di una rock band, Six Color, ed era una famosa ulzzang su internet. Ha lavorato anche come modella.

## Carriera

### T-ara
Qri fu il terzo membro ad unirsi alle T-ara, dopo l'abbandono di Jiae e Jiwon. Nel luglio 2009, Qri debuttò come membro delle T-ara. Il 27 novembre 2009 pubblicarono il primo album Absolute First Album, mentre il 1º dicembre 2010 uscì l'EP Temptastic. Nel 2011 pubblicarono John Travolta Wannabe e Black Eyes, secondo e terzo EP del gruppo, e debuttarono in Giappone, dove pubblicarono l'album Jewelry Box il 6 giugno 2012. A luglio 2012 venne pubblicato il quarto EP, Day by Day. Ad aprile 2013, Jiyeon, Hyomin, Eunjung e Areum formarono la sotto-unità T-ara N4; a maggio, invece, fu fondata la seconda sotto-unità QBS, con Qri, Boram, Soyeon. Il 7 agosto 2013, le T-ara pubblicarono il secondo album giapponese, Treasure Box, e il 10 ottobre uscì il quinto EP del gruppo, Again. Il 21 marzo 2014 venne annunciata l'uscita del terzo album giapponese Gossip Girls per il 14 maggio, mentre a settembre tornarono in Corea del Sud con l'EP And&End. Il 24 novembre, insieme a Eunjung, Hyomin e Jiyeon pubblicò il remake in lingua coreana del brano cinese "Little Apple" dei Chopstick Brothers.
Le T-ara non hanno una leader fissa, ma si alternano di anno in anno: Qri fu la quinta, da luglio 2013 fino ad oggi.

### Attività in solitaria
A settembre 2009, debuttò come attrice nella serie Seondeok yeo-wang con il ruolo di Youngmo. Nel 2010 fece un cameo nelle serie Gongbueui shin e Giant e ottenne il ruolo principale in Nampa teureideo Kim Chul Soo-ssi eui geunhwang. Nel 2011 entrò nel cast di Geunchogo wang insieme a Eunjung.

## Discografia

### Solista
- 2013 – Do We Do We

### Collaborazioni
- 2013 – Soap Bubbles (con Boram)

## Filmografia

### Cinema
- Gosa dubeonjjae iyagi: gyosaengsilseup (고死 두번째 이야기: 교생실습), regia di Yoo Sun-dong (2010)
- Gisaeng ryung (기생령), regia di Yang Yun-Ho (2011)

### Televisione
- Seondeok yeo-wang (선덕여왕) – serial TV, 4 episodi (2009)
- Gongbu-ui sin (공부의 신) – serial TV (2010)
- Nampa traider Kim Cheol-su-ssi-ui geunhwang (남파 트레이더 김철수씨의 근황) – serial TV (2010)
- Giant (자이언트) – serial TV (2010)
- Geunchogo wang (근초고왕) – serial TV (2010-2011)